# Monte Porco Morto
Il Monte Porco Morto, 1.257 m., è una delle cime dei monti Sabini, nel Lazio, nella provincia di Rieti, tra i comuni di Montasola e Contigliano.